# Kateřina Teplá
Kateřina Teplá es una deportista checa que compitió para Checoslovaquia en esquí alpino adaptado. Ganó nueve medallas en los Juegos Paralímpicos de Invierno entre los años 1992 y 2002.

## Palmarés internacional
| Representando a Checoslovaquia     |                            |                  |                      |
| Juegos Paralímpicos                |                            |                  |                      |
| Año                                | Lugar                      | Medalla          | Prueba               |
| 1992                               | Albertville (Francia)      | Medalla de plata | Eslalon gigante B1-3 |
| 1992                               | Albertville (Francia)      | Medalla de plata | Supergigante B1-3    |
| Representando a la República Checa |                            |                  |                      |
| Juegos Paralímpicos                |                            |                  |                      |
| Año                                | Lugar                      | Medalla          | Prueba               |
| 1998                               | Nagano (Japón)             | Medalla de oro   | Eslalon B1,3         |
| 1998                               | Nagano (Japón)             | Medalla de oro   | Eslalon gigante B1,3 |
| 1998                               | Nagano (Japón)             | Medalla de oro   | Supergigante B1,3    |
| 1998                               | Nagano (Japón)             | Medalla de plata | Descenso B1-3        |
| 2002                               | Salt Lake (Estados Unidos) | Medalla de oro   | Eslalon gigante B2-3 |
| 2002                               | Salt Lake (Estados Unidos) | Medalla de oro   | Supergigante B2-3    |
| 2002                               | Salt Lake (Estados Unidos) | Medalla de plata | Descenso B2-3        |